# حمزة الناشري
حَمْزَةُ النَّاشِرِيُّ، هو تقيّ الدّين أبو العبّاس حمزة بن عبد الله بن محمّد بن عليّ بن أبي بكر بن عبد الله بن محمّد النّاشريّ الزّبيديّ اليمنيّ الشافعيّ، ولد في 13 شوال 833 هـ، الموافق لـ 4 يوليو 1430 م بوادي زبيد باليمن، كان عارفًا بالنبات والتاريخ والأدب.

## حياته
عُرف الناشري باللطافة وكثرة الزواج. كانت وفاته في 19 ذي القعدة 926 هـ، الموافق لـ 29 سبتمبر 1523 م بزبيد، وقد قارب مائة سنة، حيث بلغ 93 سنة من العمر.

## تعلمه
أخذ العلم عن علماء زبيد، ثم رحل إلى مكة، ولقي شمس الدين السخاوي عام 886  هـ، فأخذ عنه، كما أفاد الناشريُّ السخاويَّ بنبذة تراجم علماء بلده.

## مؤلفاته
من كتبه، في الأدب:
- الأربعون التهليلية[3]
- سالفة العذار في الشعر المذموم والمختار[1][3]
- ألفية في غريب القرآن[3][4]
- انتهاز الفرص في الصيد والقنص،[3][4][5] ألّفه للملك عامر بن عبد الوهاب، فأثابه عليه بجائزة.[5]
- عجائب الغرائب وغرائب العجائب[3][5]
- النعمة المشكورة في المسائل المنثورة[3][5]
- السلسل الجاري في وصف الجواري[3][5]

في علم النبات:
- حدائق الرياض[3][5] أو حدائق الرياض وغيضة الفيّاض[1]

في الفقه:
- مجموع حمزة[1] أو مجموع حمزة في الفتاوي الفقهية،[3] وهو كتاب جمع فيه من فتاوي علماء اليمن وعلماء زبيد خاصة،[1] منه مخطوطة بمكتبة الأمبروزيانا (ميلان، إيطاليا) تحت عدد G170، وأخرى بالمكتبة الوطنية الروسية (سانت بطرسبرغ، روسيا) تحت عدد B4151[3]
- المقالات السنية في الفتاوي الفقهية[3]
- مسالك التحبير في مسائل التكبير[3]
- التحبير في التكبير، مختصر مسالك التحبير[3]
- جلب الزبون من منافع البون، وهي منظومة أولها:[3]

في علم التراجم:
- البستان الزاهر في طبقات علماء آل ناشر،[4][5] وهو ذيل على كتاب البستان الزاهر في طبقات علماء بني ناشر لقريبه عثمان بن عمر الناشري.[4][6]